# 膨張顕微鏡法
拡張顕微鏡法（Expansion Microscopy: ExM）は、生物学的サンプルの試料調製技術の一つである。ExMの原理は、細胞または組織サンプルにポリマーネットワークを導入し、化学反応を用いてそのポリマーネットワークを物理的に拡張することで、生物学的構造のサイズを増加させることである。これにより、様々な顕微鏡技術を用いて、微小な構造をイメージングすることが可能となる。
ExMは2015年にマサチューセッツ工科大学のFei Chen、Paul W. Tillberg、Edward Boydenらによって初めて提案された。現在の研究では、サンプルを初期サイズの最大16倍まで拡張できるようになっている。
また、生物学的分子の分析など様々な実験室環境で有用であることが明らかになっている。この技術は一般的な光学顕微鏡などの標準的な機器を使用して微小な構造を識別することを可能にするが、明確な結果を得るためには特定の手順に従う必要がある。

## 原理

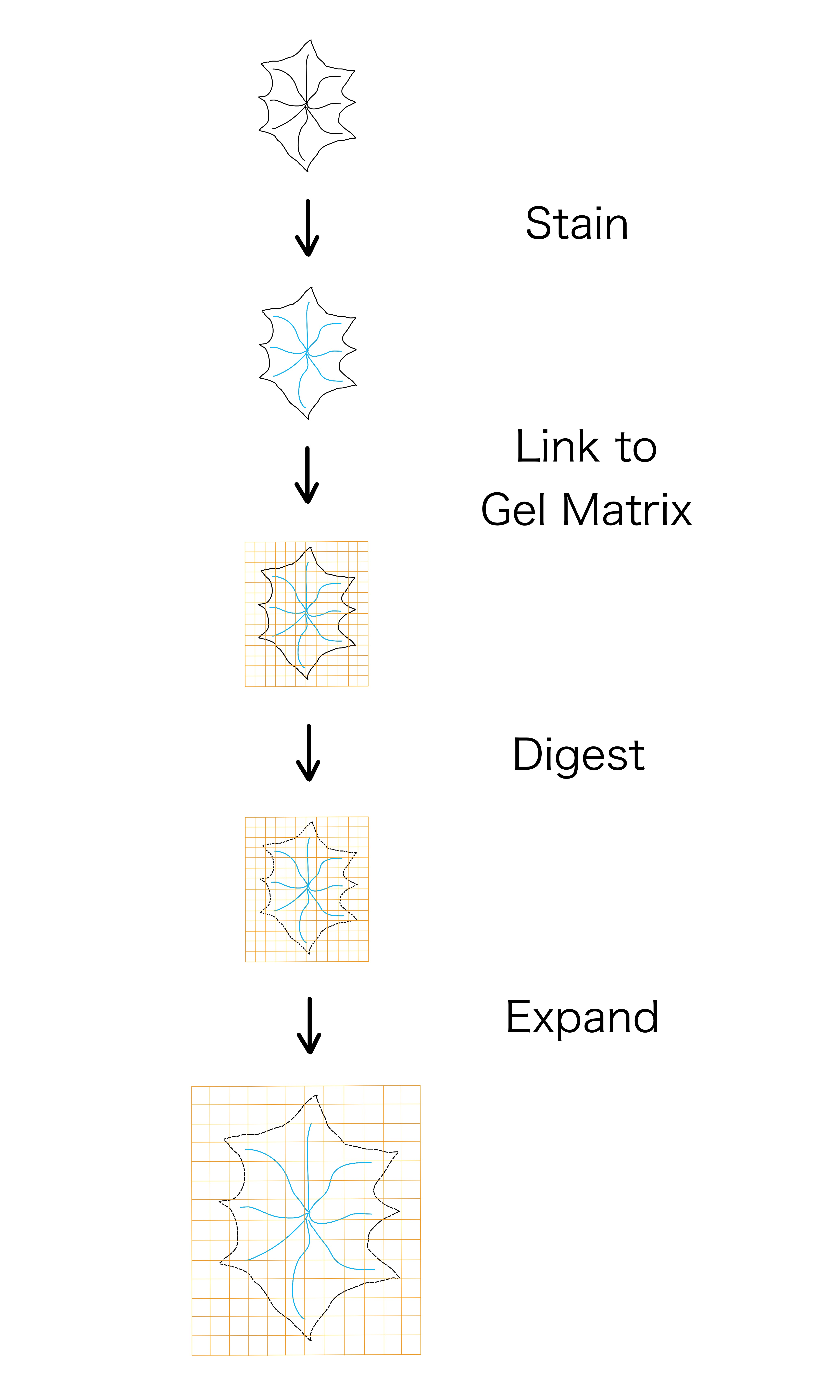
ExMの4段階プロセス

従来の光学顕微鏡には解像度の限界（回折限界）があり、生物学的機能において重要な役割を果たす微小な構造を確実に区別することができない。例えば、シナプス小胞は直径40-50ナノメートルであり、光学顕微鏡の一般的な解像度限界である200ナノメートルを下回っている。そのため、これらの構造は電子顕微鏡などの高解像度技術を用いてイメージングする必要がある。
拡張顕微鏡法は、基礎となる組織サンプルを拡張することで、従来の光学顕微鏡の解像度限界の問題を解決する。この手法を用いて調製されたサンプルは、従来の電子顕微鏡と比較していくつかの利点がある。
拡張顕微鏡法と光学顕微鏡を用いて調製されたサンプルの重要な利点の一つは、サンプル中の特定の分子（特定のタンパク質やRNAなど）を染色し可視化することで、それらの密度と分布を関心のある生物学的構造との関連で特定できることである。また、拡張顕微鏡法の最も有益な点は、特殊な機器を必要としないことである。拡張のための材料のコストは、同等の解像度を得るための顕微鏡の価格と比べてはるかに安価である。

### 過程
拡張顕微鏡法は、プロトコルに応じてゲル化と拡張に異なる要件がある４段階のプロセスである。
拡張顕微鏡法のプロセスは以下の通り：
1. 染色
染色プロセスは多様な形態をとることができ、次のステップでポリマーに付着できる蛍光色素を使用するだけでよい。
2. リンク
リンクは、細胞に浸透するポリマーゲルを細胞に添加するプロセスである。このステップには、蛍光色素をゲルにリンクするプロセスも含まれる。
3. 消化
消化ステップでは、細胞を消化する溶液を添加し、細胞から構造を取り除く。このステップが失敗すると、細胞が一緒にとどまろうとするため、ゲルが均一に拡張しない。また、細胞にひび割れや破壊を引き起こす可能性もある。
4. 拡張
最後に、拡張により、ゲルがすべての方向に物理的に拡張され、ゲルに付着した蛍光色素も拡張する。

## 歴史
2015年、マサチューセッツ工科大学（MIT）のFei Chen、Paul W. Tillberg、Edward Boydenらは、高解像度の機器を使用するのではなく、サンプルを膨張させることで顕微鏡の解像度を向上させる手法として、拡張顕微鏡法を初めて報告した。
この発表以来、拡張顕微鏡法の導入は増加し続けている。しかし、この技術の新規性ゆえに、開発されたアプリケーションは現時点では少ない。拡張顕微鏡法の最も一般的な用途は、生物学的サンプルの分析である。
2016年には、拡張顕微鏡法の従来のラベリングプローブの限界を回避する方法を詳述した複数の論文が発表された。これらの変更により、従来の顕微鏡プローブを拡張顕微鏡法で使用する方法が提案され、より広範な使用が可能になった。これらの新しいラベリング手法がRNA分子の蛍光顕微鏡法に応用され、2021年には空間的に精密なインシツーシーケンシング、すなわちExSeq（拡張シーケンシング）につながった。
拡張顕微鏡法を用いても、アルツハイマー病に関連するアミロイドβ斑を解像することはできなかった。そこでBoydenは2022年に、拡張前ではなく拡張後に蛍光マーカーを添加する「拡張リビーリング顕微鏡法」を考案した。彼は酵素を熱に置き換えたことにより、タンパク質を損傷することなく、最大20倍の拡張を可能にした。
この手法は、シナプスの詳細を明らかにするために使用され、アルツハイマー病の解明にも役立っている。特に神経細胞の電気的インパルスを伝える糸状の部分である軸索の周りに、アミロイドβタンパク質が時折らせん状に形成されていることが明らかになった。

## 理論
拡張顕微鏡法は、サンプル内にポリマーシステムを合成することで実現される。このポリマーネットワークを膨潤させることで、サンプルの完全性を損なうことなく拡張し、従来の顕微鏡分析ツールで検査できるようになる。
この手法により、拡張なしで必要とされるよりも性能の低い顕微鏡でサンプルを分析することができ、強力な顕微鏡技術を入手または購入することが難しい研究室でも、微小な生物学的サンプルの分析がより容易になる。

## 応用

### 利用
拡張顕微鏡法は、生物、組織、または分子自体を物理的に拡大することで、通常の顕微鏡観察における最終的な画像解像度を向上させる手法である。生物、組織、または分子を拡大した後、より標準的な顕微鏡を用いて、より小さな生理学的特性の高解像度イメージングを実現できる。
この手法の主な応用分野は、免疫染色や蛍光色素を追加した生物学的サンプルの分析に関わる分野であるが、その他多くの研究分野でも活用させるようになった。

### 病理診断
拡張顕微鏡法の発見以前は、細胞構造や生体分子の検査は、回折限界顕微鏡法を用いて行われていた。これらの手法は主に、様々な前疾患状態や疾患状態の診断や病因の調査に使用されていた。
しかし、生体分子はナノスケールの大きさであり、細胞や組織全体にわたってナノスケールの精度で配置されている。超解像顕微鏡法などのいくつかの技術が使用されたが、これらは複雑なハードウェアが必要で、ヒト組織への適用が困難であった。
このような背景から、拡張顕微鏡法が開発された。この手法は、組織サンプルを光学的ではなく物理的に拡大するものであり、その結果、高解像度の画像を生成することができた。これらの高品質な組織画像は、診断および医療用拡張顕微鏡法における転換点となった。
他の多くの技術と同様に、拡張顕微鏡法も医療および診断の分野において多くの可能性を持っている。
例えば、この技術を臨床組織サンプルに適用すると、ヒト組織サンプルのナノスケールイメージングが可能になる。
まず、拡張病理学を用いて臨床サンプルを拡張顕微鏡法に適した状態に変換する。このプロセスは、腎臓微小変化型ネフローゼ症候群、早期乳腺新生物病変の光学的診断、正常なヒト組織サンプルと癌組織サンプルの違いを見分けるために使用でき、臨床研究の日常的な使用を可能にする。
病原体拡張顕微鏡法の使用により、組織の明瞭な画像が得られた。乳房、前立腺、肺、結腸、膵臓、腎臓、肝臓、卵巣など、正常組織と癌を含む様々な臓器のサンプルを含むマイクロアレイに拡張顕微鏡法を適用することで、疾患状態の組織の細胞ネットワークの診断と検査が可能になった。
またこのイメージングにより、上皮間葉転換、癌の進行、転移の開始に重要な中間径フィラメントであるケラチンとビメンチンの回折限界以下のサイズの特徴が明らかになった。
この技術のさらなる発展により、将来的には生体分子や幅広いヒトの臓器由来のサンプルのナノスケール形態の観察が可能になると期待されている。

### 神経科学
神経科学の多くの疑問は、神経回路内の分子や配線を理解し、答えようとしている。しかし、これらの構造を神経回路の大規模なスケールにわたってマッピングすることは困難である。このような場合、拡張顕微鏡法（ExM）を使用することで、脳回路などの生物学的サンプルを拡大し、より容易にマッピングできるようになる。

## 利点
拡張顕微鏡法（ExM）の最も重要な利点の1つは、高解像度イメージングを行うために、より強力な光学機器を必要としないことである。ExMは物理的なサンプルを拡大するため、超解像度研究のために電子顕微鏡などの高価な顕微鏡機器を購入する必要がなくなる。
従来の顕微鏡技術との互換性
サンプルを拡張することで、より大きな構造を従来の顕微鏡技術（光学顕微鏡など）を用いて検査できるようになり、サンプルの検査がより容易になる。
コスト面でのメリット
ExMは、高解像度イメージングのための特殊な機器を必要としないため、研究機関にとってコスト面でのメリットも大きい。この手法により、より多くの研究者が超解像度イメージングを行える可能性がある。

## 限界
拡張顕微鏡法（ExM）の4つの準備ステップのそれぞれが完結しないと、細胞は明るく鮮明な染色を得ることができない。これらのステップを完了しないと、細胞の破壊や不均一な拡張が起こり、画像が使用できないほど歪んでしまう。
蛍光マーカーの問題
ExMは蛍光色素マーカーを使用する段階で課題がある。重合プロセスによってこれらの蛍光色素が漂白され、使用できなくなってしまうためである。Alexa 488やAtto 565など、重合後も有効なものもあるが、その効果は約50％に大きく低下する。
DNAと抗体の結合の問題
DNAと別の抗体との結合は、多くの場合、非常にコストがかかり技術的に困難であるという問題がある。
以上の2つの問題は、生物学的サンプルでExMを使用する際の主な制限となっている。
拡張後の抗体の再結合
抗体が密な組織に結合するのに困難な場合、拡張後に新しい抗体を再結合させることが可能になることがあるが、これはコストと時間がかかることに注意が必要である。拡張後、組織の密度が大幅に低下し、蛍光抗体の受容がより良好になることが多い。